# Salba, Salamiyah
Salba (tiếng Ả Rập: صلبا) là một ngôi làng Syria nằm ở phó huyện Sabburah thuộc huyện Salamiyah, Hama. Theo Cục Thống kê Trung ương Syria (CBS), Salba có dân số 556 người trong cuộc điều tra dân số năm 2004.